# اسب‌لوله‌ای تنومند
اسب‌لوله‌ای تنومند (نام علمی: Solegnathus robustus) نام یک گونه از سرده کفش‌آرواره‌ها است.